# Louis Van de Perck
Louis Van de Perck, född 14 oktober 1889, död 30 november 1953, var en belgisk bågskytt. 
Van de Perck deltog vid olympiska sommarspelen 1920, där han tog två guld och två silver.